# Augusto Bier
Augusto Franke Bier, conhecido profissionalmente como Bier apenas (Santa Maria, 1959), é um jornalista, cartunista, chargista e caricaturista brasileiro.
Descendente de alemães luteranos nascido em Santa Maria e criado em Santo Ângelo, Bier trabalhou no jornal O Interior (RS) e publicou em O Pasquim (RJ), no Coojornal (RS) e em O Sul (RS). É autor de livros em que figura o seu personagem "Blau", inspirado nos descendentes de imigrantes alemães do interior do Rio Grande do Sul. Em 2008, lançou seu primeiro livro de poemas chamado Serenata para uma janela fechada.
Participou de várias coletâneas e exposições no Brasil e exterior. Foi vencedor do Salão Internacional de Humor de Piracicaba e do Salão de Duisburg, na Alemanha.
Paralelamente à carreira artística, já atuou como assessor de imprensa no Sindicato dos Bancários de Porto Alegre e como diretor do Museu da Comunicação Social Hipólito José da Costa.